# Asuhan
Asuhan is een bestuurslaag in het regentschap Pematang Siantar van de provincie Noord-Sumatra, Indonesië. Asuhan telt 4762 inwoners (volkstelling 2010).